# Pragnia

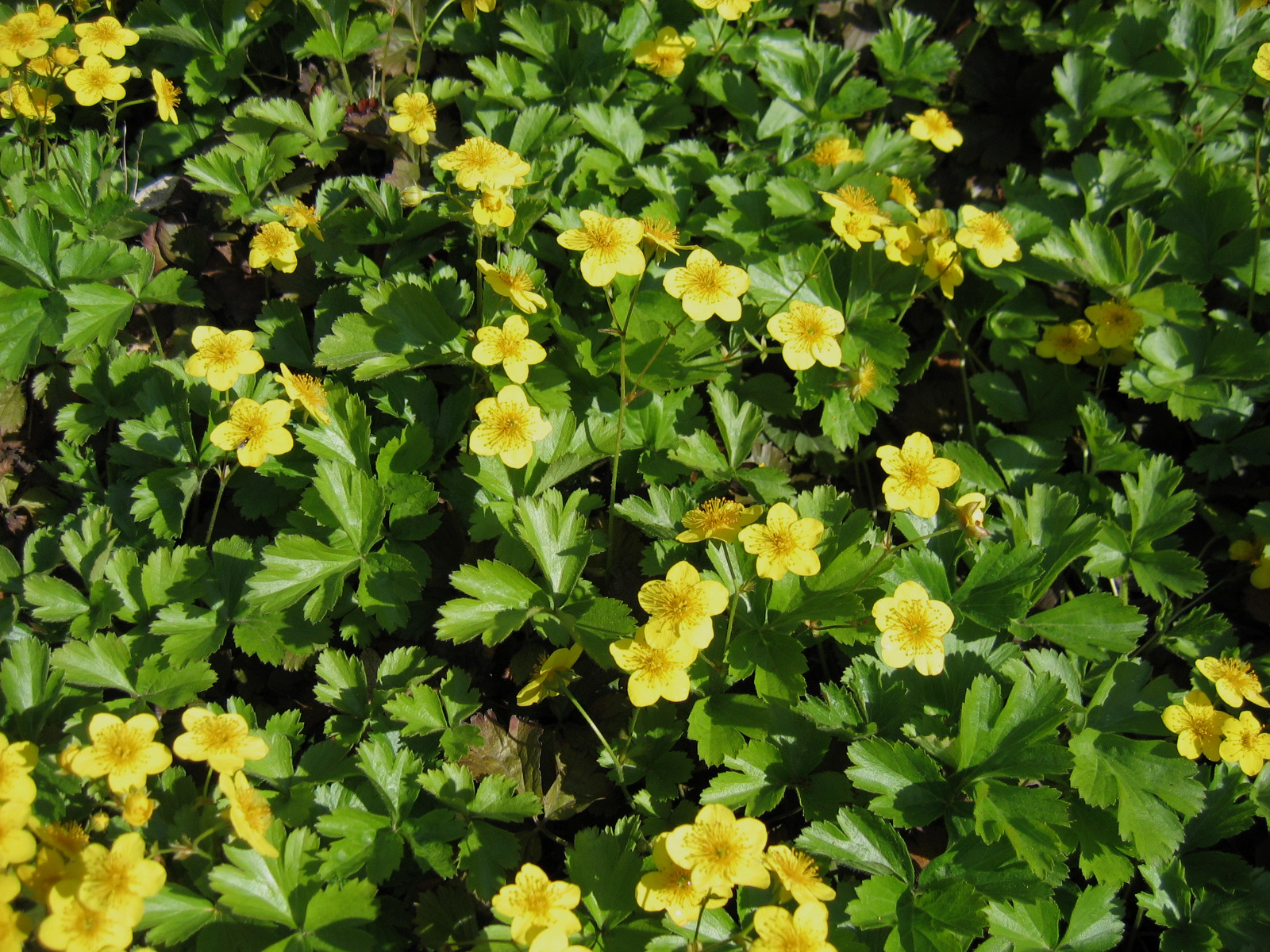
Pragnia syberyjska

Pragnia (Waldsteinia L.) – rodzaj roślin należących do rodziny różowatych, w nowszych ujęciach systematycznych włączany do rodzaju kuklik (Geum). W tradycyjnym ujęciu obejmuje 5–6 gatunków występujących we wschodniej Europie (2 gatunki), wschodniej Azji (1 gatunek) i wschodniej części Ameryki Północnej (2 gatunki). W Polsce tylko jako rośliny uprawne. Popularną rośliną okrywową uprawianą w strefie klimatu umiarkowanego jest pragnia syberyjska. W naturze rośliny te rosną w lasach górskich. Nazwa naukowa rodzaju upamiętnia austriackiego botanika – Franza Adama von Waldsteina.

## Morfologia
PokrójPłożące byliny o wysokości do 10 cm, często z rozłogami.
LiścieSkrętoległe i złożone pierzasto lub dłoniasto, składają się z trzech lub pięciu listków, ewentualnie tylko wcinane. Blaszka liściowa na brzegu karbowana. Przylistki dość okazałe.
KwiatyPojedyncze lub po kilka w luźne kwiatostany wierzchotkowate. Kwiaty zwykle są obupłciowe. Od zewnątrz pierwszy okółek tworzy bardzo drobny kieliszek (czasem go brak), nad którym znajduje się kielich. Działek jest 5 zarówno w kielichu jak i w kieliszku. Wolne płatki korony są żółte, jest ich także 5. Wszystkie są równej długości, na szczycie zaokrąglone. Pręcików jest wiele, wyrastają w trzech okółkach. Zalążnia jest górna, składa się z 2–6 owocolistków.
OwoceOd 3 do 13 suchych, jednonasiennych niełupek (owoc zbiorowy) otoczonych trwałymi działkami kielicha.

## Systematyka
Rodzaj tradycyjnie wyróżniany, jednak w świetle filogenetycznych badań molekularnych zagnieżdżony w obrębie rodzaju kuklik (Geum) i z tego powodu w niektórych bazach danych taksonomicznych gatunki tu zaliczane włączane są do rodzaju Geum.
Pozycja systematyczna według APweb (aktualizowany system APG IV z 2016)
Rodzaj włączany do rodzaju kuklik (Geum) w obrębie plemienia Colurieae, w podrodzinie Rosoideae, rodziny różowatych (Rosaceae Juss.), rzędu różowców, kladu różowych w obrębie okrytonasiennych.
Wykaz gatunków
- Waldsteinia fragarioides (Michx.) Tratt. (= Geum fragarioides (Michx.) Smedmark)
- Waldsteinia geoides Willd. – pragnia kuklikowata
- Waldsteinia pendula (Urb.) Mez
- Waldsteinia ternata (Stephan) Fritsch – pragnia syberyjska (= Geum ternatum (Stephan) Smedmark